# Група-Зоопарк
 Тази статия е за научно-промишлената зона.  За за жилищния комплекс вижте Дианабад.  
„Група-Зоопарк“ е малък квартал на град София, България, разположен в район Лозенец, южно от центъра на града.
Включва само малката територия, ограничена от булевард „Симеоновско шосе“ на изток и улиците „Филип Кутев“ на юг и „Чавдар Мутафов“ на запад и север. Граничи с квартал „Витоша (квартал)“ на юг, Софийския зоопарк на запад, Борисовата градина на север и Ловния парк на изток.

## Улици и произход на имената им
| Път              | Наречен на                            | Местоположение |
| ---------------- | ------------------------------------- | -------------- |
| „Филип Кутев“    | Филип Кутев (1903 – 1982), композитор | Карта          |
| „Чавдар Мутафов“ | Чавдар Мутафов (1889 – 1954), писател | Карта          |